# Thomas Kaminski
Thomas Kaminski (Dendermonde, 23 ottobre 1992) è un calciatore belga, portiere del Charlton e della nazionale belga.

## Biografia
È in possesso della cittadinanza polacca grazie alle origini del padre.

## Carriera

### Club
Ha esordito in Pro League con il Germinal Beerschot, a soli 16 anni, l'8 maggio 2009, nella partita vinta per 3-1 contro il Malines, sostituendo al 92º minuto Silvio Proto. Il 19 agosto 2011 firma un annuale con l'OH Lovanio, sottoscrivendo anche un accordo per passare all'Anderlecht al termine della stagione. Dopo due stagioni trascorse come secondo di Proto, il 1º settembre 2014 passa in prestito all'Anorthosis. Il 1º agosto 2015 viene ceduto, in prestito con diritto di riscatto, al Copenaghen. Il 13 giugno 2016 si trasferisce a titolo definitivo al Kortrijk, firmando un quadriennale con il club fiammingo.
Il 7 gennaio 2019 viene acquistato dal Gent, con cui si lega fino al 2021. Il 26 agosto 2020 passa al Blackburn, con cui firma un biennale, diventando così il primo giocatore belga della storia dei Rovers.
Il 3 agosto 2023 viene acquistato dal Luton Town.

### Nazionale
Nel maggio 2013 viene convocato per la prima volta in nazionale maggiore.
Il 28 giugno 2021 viene convocato per Euro 2020 (nonostante la manifestazione fosse in corso) per sostituire l'infortunato collega di reparto Simon Mignolet.
Il 23 marzo 2024, dopo varie convocazioni, riesce a esordire con la massima selezione belga nell'amichevole pareggiata 0-0 contro l'Irlanda.

## Statistiche

### Presenze e reti nei club
Statistiche aggiornate al 25 aprile 2025.
| Stagione                  | Squadra                   | Campionato                | Campionato | Campionato | Coppe nazionali | Coppe nazionali | Coppe nazionali | Coppe continentali | Coppe continentali | Coppe continentali | Altre coppe | Altre coppe | Altre coppe | Totale | Totale | Totale |
| Stagione                  | Squadra                   | Comp                      | Pres       | Reti       | Comp            | Pres            | Reti            | Comp               | Pres               | Reti               | Comp        | Pres        | Reti        | Pres   | Reti   |        |
| ------------------------- | ------------------------- | ------------------------- | ---------- | ---------- | --------------- | --------------- | --------------- | ------------------ | ------------------ | ------------------ | ----------- | ----------- | ----------- | ------ | ------ | ------ |
| 2008-2009                 | Germinal Beerschot        | D1                        | 2          | -1         | CB              | -               | -               | -                  | -                  | -                  | -           | -           | -           | 2      | -1     |        |
| 2009-2010                 | Germinal Beerschot        | D1                        | 0+4        | 0 + -8     | CB              | 0               | 0               | -                  | -                  | -                  | -           | -           | -           | 4      | -8     |        |
| 2010-2011                 | Germinal Beerschot        | D1                        | 27+4       | -34 + -2   | CB              | 4               | -4              | -                  | -                  | -                  | -           | -           | -           | 35     | -40    |        |
| lug.-ago. 2011            | Germinal Beerschot        | D1                        | 2          | -3         | CB              | 0               | 0               | -                  | -                  | -                  | -           | -           | -           | 2      | -3     |        |
| Totale Germinal Beerschot | Totale Germinal Beerschot | Totale Germinal Beerschot | 39         | -48        |                 | 4               | -4              |                    | -                  | -                  |             | -           | -           | 43     | -52    |        |
| ago. 2011-2012            | OH Lovanio                | D1                        | 21+4       | -47 + -11  | CB              | 1               | -2              | -                  | -                  | -                  | -           | -           | -           | 26     | -60    |        |
| 2012-2013                 | Anderlecht                | D1                        | 1          | -1         | CB              | 2               | 0               | UCL                | 0                  | 0                  | SB          | 0           | 0           | 3      | -1     |        |
| 2012-2013                 | Anderlecht                | D1                        | 10+1       | -5 + -1    | CB              | 2               | -2              | UCL                | 3                  | -9                 | SB          | 0           | 0           | 16     | -17    |        |
| lug.-ago. 2014            | Anderlecht                | D1                        | 2          | -1         | CB              | 0               | 0               | UCL                | -                  | -                  | SB          | 1           | -1          | 3      | -2     |        |
| Totale Anderlecht         | Totale Anderlecht         | Totale Anderlecht         | 14         | -8         |                 | 4               | -2              |                    | 3                  | -9                 |             | 1           | -1          | 22     | -20    |        |
| ago. 2014-2015            | Anorthosis                | AK                        | 20+10      | -17 + -14  | CC              | 2               | -2              | -                  | -                  | -                  | -           | -           | -           | 32     | -33    |        |
| 2015-2016                 | Copenaghen                | SL                        | 2          | -5         | CD              | 6               | -4              | UEL                | -                  | -                  | -           | -           | -           | 8      | -9     |        |
| 2016-2017                 | Kortrijk                  | D1                        | 22+10      | -43 + -22  | CB              | 0               | 0               | -                  | -                  | -                  | -           | -           | -           | 32     | -65    |        |
| 2017-2018                 | Kortrijk                  | D1                        | 30+4       | -39 + -6   | CB              | 4               | -6              | -                  | -                  | -                  | -           | -           | -           | 38     | -51    |        |
| 2018-gen. 2019            | Kortrijk                  | D1                        | 18         | -25        | CB              | 1               | 0               | -                  | -                  | -                  | -           | -           | -           | 27     | -41    |        |
| Totale Kortrijk           | Totale Kortrijk           | Totale Kortrijk           | 84         | -135       |                 | 5               | -6              |                    | -                  | -                  |             | -           | -           | 89     | -141   |        |
| gen.-giu. 2019            | Gent                      | D1                        | 9+10       | -9 + -15   | CB              | 3               | -6              | UEL                | -                  | -                  | -           | -           | -           | 22     | -30    |        |
| 2019-2020                 | Gent                      | D1                        | 29         | -34        | CB              | 1               | -1              | UEL                | 14                 | -17                | -           | -           | -           | 44     | -52    |        |
| ago. 2020                 | Gent                      | D1                        | 1          | -2         | CB              | -               | -               | UCL                | -                  | -                  | -           | -           | -           | 1      | -2     |        |
| Totale Gent               | Totale Gent               | Totale Gent               | 49         | -60        |                 | 4               | -7              |                    | 14                 | -17                |             | -           | -           | 67     | -84    |        |
| ago. 2020-2021            | Blackburn                 | FLC                       | 43         | -48        | FACup+CdL       | 0+1             | -1              | -                  | -                  | -                  | -           | -           | -           | 44     | -49    |        |
| 2021-2022                 | Blackburn                 | FLC                       | 44         | -50        | FACup+CdL       | 0+1             | 0 + -2          | -                  | -                  | -                  | -           | -           | -           | 45     | -52    |        |
| 2022-2023                 | Blackburn                 | FLC                       | 28         | -35        | FACup+CdL       | 1+0             | -2 + 0          | -                  | -                  | -                  | -           | -           | -           | 29     | -37    |        |
| Totale Blackburn          | Totale Blackburn          | Totale Blackburn          | 115        | -133       |                 | 3               | -5              |                    | -                  | -                  |             | -           | -           | 118    | -138   |        |
| 2023-2024                 | Luton Town                | PL                        | 38         | -85        | FACup+CdL       | 0               | 0               | -                  | -                  | -                  | -           | -           | -           | 38     | -85    |        |
| 2024-2025                 | Luton Town                | FLC                       | 43         | -63        | FACup+CdL       | 1+1             | -2 + -1         | -                  | -                  | -                  | -           | -           | -           | 45     | -66    |        |
| Totale Luton Town         | Totale Luton Town         | Totale Luton Town         | 81         | -148       |                 | 2               | -3              |                    | -                  | -                  |             | -           | -           | 83     | -151   |        |
| Totale carriera           | Totale carriera           | Totale carriera           | 439        | -626       |                 | 31              | -35             |                    | 17                 | -26                |             | 1           | -1          | 488    | -688   |        |

### Cronologia presenze e reti in nazionale
| Cronologia completa delle presenze e delle reti in nazionale ― Belgio | Cronologia completa delle presenze e delle reti in nazionale ― Belgio | Cronologia completa delle presenze e delle reti in nazionale ― Belgio | Cronologia completa delle presenze e delle reti in nazionale ― Belgio | Cronologia completa delle presenze e delle reti in nazionale ― Belgio | Cronologia completa delle presenze e delle reti in nazionale ― Belgio | Cronologia completa delle presenze e delle reti in nazionale ― Belgio | Cronologia completa delle presenze e delle reti in nazionale ― Belgio |
| Data                                                                  | Città                                                                 | In casa                                                               | Risultato                                                             | Ospiti                                                                | Competizione                                                          | Reti                                                                  | Note                                                                  |
| --------------------------------------------------------------------- | --------------------------------------------------------------------- | --------------------------------------------------------------------- | --------------------------------------------------------------------- | --------------------------------------------------------------------- | --------------------------------------------------------------------- | --------------------------------------------------------------------- | --------------------------------------------------------------------- |
| 23-3-2024                                                             | Dublino                                                               | Irlanda                                                               | 0 – 0                                                                 | Belgio                                                                | Amichevole                                                            | -                                                                     | 83’                                                                   |
| Totale                                                                |                                                                       | Presenze                                                              | 1                                                                     |                                                                       | Reti                                                                  | -0                                                                    |                                                                       |

## Palmarès

### Club
- Supercoppa del Belgio: 3

Anderlecht: 2012, 2013, 2014
- Campionato belga: 2

Anderlecht: 2012-2013, 2013-2014
- Coppa di Danimarca: 1

Copenaghen: 2015-2016
- Campionato danese: 1

Copenaghen: 2015-2016